# Moçambique i olympiska sommarspelen 2004
Moçambique i olympiska sommarspelen 2004 bestod av 4 idrottare som blivit uttagna av Moçambiques olympiska kommitté.

## Friidrott
Herrarnas 400 meter häck
- Kurt Couto
  - Omgång 1: 51.18 s (7:a i heat 1, gick inte vidare, 31:a totalt) (nationellt rekord)

Damernas 800 meter
- Maria de Lurdes Mutola
  - Omgång 1: 2:01.50 (2:a i heat 1, kvalificerad, 13:e totalt)
  - Semifinal: 1:59.30 (1:a i semifinal 3, kvalificerad, 7:a totalt)
  - Final: 1:56.51 (4:a totalt) (Säsongsbästa)